# Ждиня Вас
Ждиня Вас (словен. Ždinja vas) — поселення в общині Ново Место, регіон Південно-Східна Словенія, Словенія. Висота над рівнем моря: 382,8 м.